# محمد درويش (ممثل)
محمد درويش ممثل مصري من مواليد القاهرة ، قدم أعمال عديدة في السينما والتلفزيون بدء عمله الفني عام 1998 واشهر عمل قدمه هو ادائه الصوتي في المسلسل الكرتوني بكار ومسلسل حي السيدة زينب 2021 ومسلسل الإ انا ( حكاية بنات موسى و بالورقة والقلم ) 2021 .

## سيرته
ممثل مصري تخرج من المعهد العالي للفنون المسرحية، وقدم عدة مسرحيات على خشبة مسرح المعهد ، بدأ مشواره الفني عام 1998 عندما قام بأداء شخصية بكار في المسلسل الكرتوني بكار

## أعماله

### مسلسلات
• فهد البطل (مسلسل) (2025)
• العوده (2024)
- الأصلي (2022)
- حي السيدة زينب (2021)
- إلا أنا ج2 (2021)
- الحرير المخملي (2021)
- حلوة الدنيا سكر (2021)
- إلا أنا (2020)
- الوجه الآخر (2020)
- حكاية حياة (2020)
- كارمن (2019)
- لآخر نفس (2019)
- ضد مجهول (2018)
- طايع (2018)
- عوالم خفية (2018)
- الحالة ج (2017)
- الحرباية (2017)
- الكبريت الأحمر ج2 - الكارما (2017)
- عفاريت عدلي علام (2017)
- لأعلى سعر (2017)
- شهادة ميلاد (2016)
- مأمون وشركاه (2016)
- أستاذ ورئيس قسم (2015)
- إستيفا (2015)
- البيوت أسرار(2015)
- حواري بوخاريست (2015)
- ذهاب وعودة (2015)
- ظرف أسود (2015)
- إمبراطورية مين (2014)
- العراف (2013)
- مع سبق الاصرار (2012)
- خاتم سليمان (2011)
- راجل وست ستات ج8 (2011)
- مسألة كرامة (2011)
- الجماعة ج1 (2010)
- راجل وست ستات ج6 (2010)
- أحلام نبيلة (2009)
- قانون المراغي (2009)
- أحلام نبيلة (2009)
- ناصر (2008)
- صرخة أنثى (2007)
- عائلة مجنونة ج (2007)
- الإمبراطور )2002)
- بكار الجزء الثالث (2000)
- بكار الجزء الثاني (1999)
- بكار ) (1998) [3][4]

### الافلام
- شهر عسل (2018)
- كدبة بيضا (مصركاني) (2018)
- قدرات غير عادية (2015)
- ركلام (2012)
- بدون رقابة (2009)

### سيت كوم
- عفاريت محرز (2014)
- عائلة بسطويسي (2011)

### مسرحيات
- زكي في الوزارة (2009)

### سهرة تلفزيونية
- البحث عن شقة الزوجية (2002)

## [5]المراجع
1. ↑  "محمد درويش معلومات و صور وتقرير كامل عن حياته الشخصية والفنية". نودا. 28 فبراير 2020. مؤرشف من الأصل في 2021-11-02. اطلع عليه بتاريخ 2021-11-02.
2. ↑  Musa، Developed By Heba. "الفنان محمد درويش| بوابة أخبار اليوم الإلكترونية". بوابة اخبار اليوم. مؤرشف من الأصل في 2021-11-02. اطلع عليه بتاريخ 2021-11-02.
3. ↑  Musa، Developed By Heba (الأربعاء، 14 أبريل 2021 - 09:42 م). "مقدم شخصية بكار: «كنت أتمنى تقديم مشهد واحد في مسلسل الاختيار» | فيديو". بوابة اخبار اليوم. مؤرشف من الأصل في 3 نوفمبر 2021. اطلع عليه بتاريخ 2021-11-02. {{استشهاد ويب}}: تحقق من التاريخ في: |تاريخ= (مساعدة)
4. ↑  "محمد درويش يكشف عن شخصية «رشيدة» الحقيقية في كارتون «بكار» | المصري اليوم". www.almasryalyoum.com. مؤرشف من الأصل في 2021-11-03. اطلع عليه بتاريخ 2021-11-02.
5. ↑  "الصحفى محمد جودة يشيد بدور محمد درويش في فهد البطل: مميز ومختلف". القارئ نيوز (بar-eg). 30 Mar 2025. Archived from the original on 2025-03-30. Retrieved 2025-08-13.{{استشهاد ويب}}:  صيانة الاستشهاد: لغة غير مدعومة (link)